# Mohand Achour
 (janvier 2020).
Si vous disposez d'ouvrages ou d'articles de référence ou si vous connaissez des sites web de qualité traitant du thème abordé ici, merci de compléter l'article en donnant les références utiles à sa vérifiabilité et en les liant à la section « Notes et références ».
 (janvier 2020).
Pour les articles homonymes, voir Achour.
Mohand Achour (né Daoud Ben Saïd le 20 février 1889 à Fort-National et mort le 2 avril 1961 à Tizi Ouzou) est un homme politique de l'Algérie française .

## Biographie
Ingénieur kabyle et propriétaire foncier, Mohand Achour est élu conseiller municipal de Tizi Ouzou, sous l'étiquette socialiste, en 1937, et devient adjoint au maire de cette commune après la guerre.
Musulman non citoyen français, il se présente aux élections du 21 octobre 1945 sur la liste d'Union et de progrès social menée par Abderlouahab Bachir et est élu député de la première assemblée constituante en siégeant au sein du groupe socialiste.
Il s'illustre d'abord, comme rapporteur de la loi sur le budget de l'Algérie, en réclamant des investissements plus importants afin d'assurer le développement économique de la colonie. L'essentiel de ses interventions portent ensuite sur l'amélioration de la situation matérielle des algériens. À partir de décembre 1945, il s'engage aussi pour l'amnistie de certains des participants aux émeutes de mai 1945, qui se concrétise en mars 1946.
Tête de la liste Union musulmane et progrès social lors des élections du 2 juin 1946, qui obtient deux sièges, il est réélu député. Il s'engage alors pour l'abolition du régime foncier spécifique, d'inspiration colonialiste, d'Algérie.
Autonomiste plutôt qu'indépendantiste, il propose dans le cadre de la discussion de la future constitution, une refonte complète du statut de l'Algérie, et notamment la mise en place d'une assemblée algérienne. Il ne se représente pas aux élections de 1946.